# خان البنادقة
خان البندقية المشهور باسم خان البنادقة أحد خانات حلب، ويقع في منطقة الأسواق القديمة قرب سوق الزرب, كان ينزل به تجار البندقية من إيطاليا وقنصلهم وهذا الخان هو نتيجة لمعاهدة اقتصادية بين حلب والبندقية (فينيسيا) وقد سمح لهم بالبيع والشراء والتداول بعملتهم المحلية في هذا الخان انذاك.
تمت أول اتفاقية تجارية بين مبعوث البندقية بيترو مارينياني وملك حلب الظاهر غازي عام1207(1) ولهم خان بحلب يدعى (خان البندقية ).